# Niall, Earl of Carrick
Niall mac Dhonnchaidh (auch Níall mac Donnchadha, Niall of Carrick oder Neil of Carrick) († 1256) war der zweite Mormaer/Earl of Carrick.
Niall war der älteste Sohn und Nachfolger von Donnchadh, Earl of Carrick. Nach dem Tod seines Vaters 1250 folgte er ihm als Earl of Carrick. 1255 unterstützte er Alan Durward, als dieser während der Minderjährigkeit von König Alexander III. die von Walter Comyn, Earl of Menteith geführte Regierung stürzte. Carrick wurde Mitglied des neuen, fünfzehnköpfigen Regentschaftsrats.
Carrick hatte 1234 Margaret, eine Tochter von Walter Fitzalan, Steward of Scotland geheiratet. Er hatte mit ihr mindestens eine Tochter:
- Marjorie (Marthoc)

Diese wurde seine Erbin in Carrick, das aber zunächst unter königliche Verwaltung gestellt wurde. Die jährlichen Einkünfte aus Nialls Besitzungen sollen zu der Zeit etwa £ 170 betragen haben. 
Zum Führer seines Clans (ceann ceneóil) hatte Carrick seinen Neffen Lachlann bestimmt, der damit sowohl militärische wie auch juristische Funktionen übernahm.